# Herricks
Herricks és una concentració de població designada pel cens dels Estats Units a l'estat de Nova York. Segons el cens del 2000 tenia 4.076 habitants.

## Demografia
Segons el cens del 2000, Herricks tenia 4.076 habitants, 1.349 habitatges, i 1.121 famílies. La densitat de població era de 2.810,3 habitants per km².
Dels 1.349 habitatges en un 37,1% hi vivien nens de menys de 18 anys, en un 71,9% hi vivien parelles casades, en un 8,9% dones solteres, i en un 16,9% no eren unitats familiars. En el 14,9% dels habitatges hi vivien persones soles el 10% de les quals corresponia a persones de 65 anys o més que vivien soles. El nombre mitjà de persones vivint en cada habitatge era de 3,02 i el nombre mitjà de persones que vivien en cada família era de 3,38.
Per edats la població es repartia de la següent manera: un 23,9% tenia menys de 18 anys, un 6,8% entre 18 i 24, un 25,4% entre 25 i 44, un 25,2% de 45 a 60 i un 18,7% 65 anys o més.
L'edat mediana era de 41 anys. Per cada 100 dones de 18 o més anys hi havia 88,1 homes.
La renda mediana per habitatge era de 78.343 $ i la renda mediana per família de 84.451 $. Els homes tenien una renda mediana de 55.125 $ mentre que les dones 40.658 $. La renda per capita de la població era de 31.518 $. Entorn del 2,4% de les famílies i el 4,5% de la població estaven per davall del llindar de pobresa.